# Soyuz 6
Soyuz 6 (em russo:  Союз 6 - União 6) foi a quinta missão tripulada do programa Soyuz da URSS. Esta foi uma missão conjunta com as missões Soyuz 7 e Soyuz 8, em um rendez-vous triplo. A missão foi lançada em 11 de outubro de 1969 mas, devido a problemas com a eletrônica de acoplamento nas três naves, o planejado encontro com as Soyuz 7 e Soyuz 8 não foi bem sucedido. A Soyuz 6 levava o forno Vulkan para experimentos de forja no vácuo.

## Tripulação
| Posição           | Cosmonauta     |
| ----------------- | -------------- |
| Comandante        | Georgi Shonin  |
| Engenheiro de voo | Valeri Kubasov |